# 臺灣與瑞典關係史
臺灣與瑞典關係史是指臺灣有信史以來至今與瑞典雙方在歷史上不同階段的關係。随着1949年中华民国政府迁往台湾后，實際上與其國家外交關係重疊。

## 荷西時期

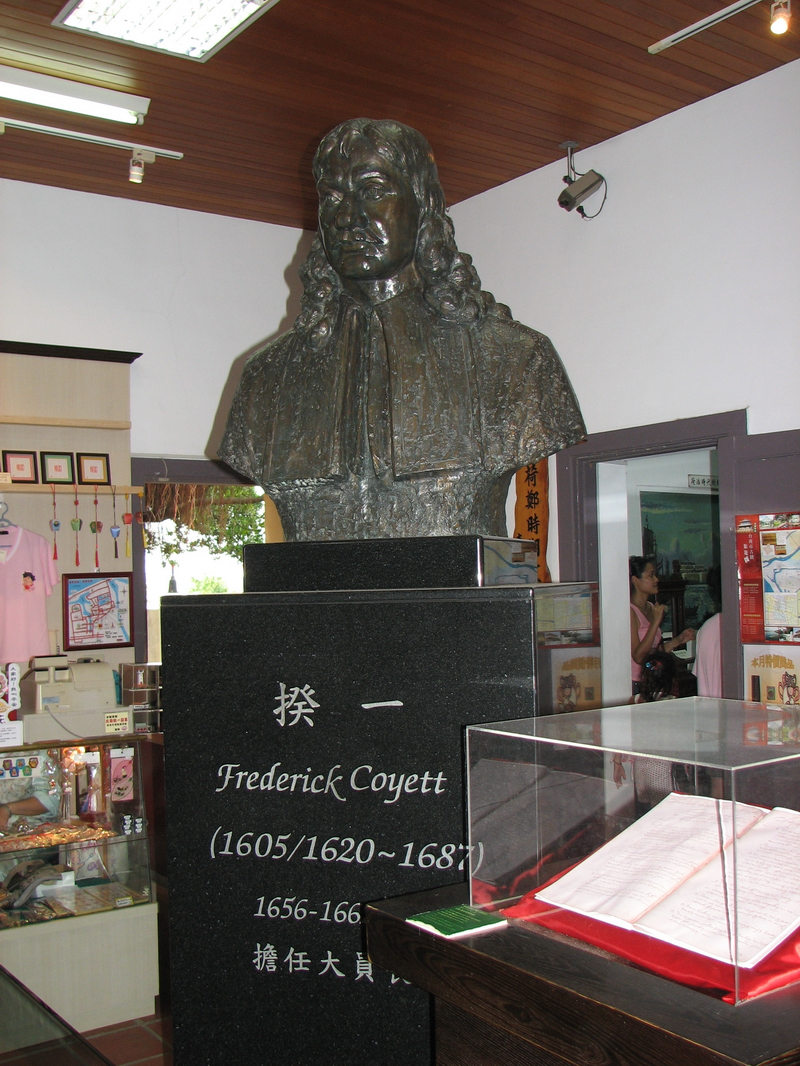

在荷蘭東印度公司治理臺灣期間，即曾雇有大量瑞典籍水手、傭兵和商員。其中最著名者為1656年至1662年間治理台灣的第十一任末代總督揆一(Frederick Coyett)。揆一於1615年生於斯德哥爾摩，家族起源於布拉邦（Brabant），為逃避宗教迫害移居瑞典。

## 清治時期
1847年，瑞典挪威聯合王國與大清國簽訂《中瑞挪廣州和約貿易章程》開始與中國通商，並給予瑞典類似1844年美國和大清國所簽訂的望廈條約的最惠國地位。
1858年（清咸豐八年），清政府在第一次英法聯軍戰敗後，與英國等國簽訂《天津條約》，開放臺灣（今安平港）、淡水港口。隨後瑞典亦基由天津條約內容，於1863年開始在臺灣（安平港）、淡水港口通商。臺灣開港後，瑞典人再度來到臺灣。
1883年12月至1885年4月間（清光緒九年十一月至十一年二月間）爆發中法戰爭，法國遠東艦隊一度攻佔基隆、澎湖等地。戰後，清政府下令建省。1886年，瑞典駐上海總領事Joseph Haas認為台灣建省一事將大幅增加瑞典在台灣的通商需求，並向瑞典外交部建議在淡水縣設立領事館署理在台通商事務。1886年9月20日瑞典外交部長正式授權指派美國旗昌洋行(Russell & Co.)的英國籍商人嘉希理(Francis Cass)為首任駐台副領事。

## 中華民國時期
1949年，中華民國政府遷台後，兩國維持短暫的邦交關係。
1950年1月19日，與中華民國斷交、關閉大使館。
1970年1月，《台灣人民自救宣言》作者彭明敏逃離臺灣，1月下旬前往瑞典斯德哥爾摩。當時即住在瑞典負盛名的伯納（Carl Gustaf Bernhard）教授家，並取得瑞典的居留權。:210-211透過國際特赦協會一位在斯德哥爾摩人類博物館的先生，彭明敏負責該館分類探險家斯文·赫定的相關資料，一個月後，瑞典政府正式批准彭的政治庇護。:224
1981年前，中華民國與瑞典關係實際工作均由瑞典友人成立的瑞典臺灣協會(Sweden-Taiwan Society)經辦。1981年9月15日，成立具大使館性質的台北商務觀光暨新聞辦事處（Taipei Trade Tourism and Information Office）。1994年3月25日，再更名為駐瑞典台北代表團（Taipei Mission in Sweden）。
1982年12月9日，瑞典於首都台北設立同等性質的瑞典工商代表辦事處（Swedish Industries Trade Representative Office），設址於圓山大飯店翠鳳廳1514室。1991年7月1日，更名為瑞典貿易暨投資委員會台北辦事處（The Swedish Trade and Invest Council），由瑞典外交部外貿事務次長索爾門（Michael Shulman）、國會能源暨工貿委員會主席皮德生（Lennart Persson）等人參加更名儀式。